# Viking 2 Lander
Il Viking 2 Lander fu il modulo di terra della missione spaziale Viking 2, lanciata dalla NASA negli anni settanta del Novecento ed entrata in orbita attorno a Marte il 7 agosto 1976; si è trattato di una delle sonde spaziali più significative nella storia dell'esplorazione di Marte. La missione del lander era quella di discendere sulla superficie di Marte per dispiegare i suoi strumenti di analisi dell'atmosfera e del terreno. Il luogo dell'atterraggio fu scelto dopo una rapida ricognizione dei possibili siti operata dalla centrale operativa terrestre in base alle immagini ricevute dall'orbiter della stessa Viking 2 e da quello della missione Viking 1, in orbita attorno al pianeta rosso dal 19 giugno 1976.
Prima del lancio, il lander venne custodito all'interno di un contenitore stagno per evitare il potenziale inquinamento dell'ambiente marziano con microrganismi di origine terrestre.

## Strumentazione di bordo
Il lander era costituito da una struttura portante in alluminio a forma esagonale, dai lati lunghi alternativamente 0,56 metri ed 1,09 metri, sostenuta da tre supporti collegati ai lati più corti; i piedi dei supporti formavano un triangolo equilatero dal lato di 2,21 metri, sul cui lato si giacevano, visti dall'alto, i lati maggiori dell'esagono. La strumentazione era collocata al di sopra della struttura in alluminio.
La produzione di energia era assicurata da due generatori termici a radioisotopi contenenti plutonio-238, collocati ai due lati opposti della base del lander e protetti da schermi paravento. Ogni generatore aveva un'altezza di 28 cm, un diametro di 58 cm ed una massa di 13,6 kg ed era in grado di produrre 30 W di corrente continua a 4,4 volt. L'energia in eccesso era accumulata da quattro batterie ricaricabili in nickel-cadmio a 28 volt, da 8 ampère-ora ciascuna.
Il governo dello strumento durante la fase di atterraggio era assicurato da un propulsore monopropellente ad idrazina con 12 ugelli di fuoriuscita, disposti in quattro gruppi di tre, in grado di fornire una spinta massima di 32 N, e di regolare l'assetto, l'orientamento e la rotazione del lander. La parte finale dell'atterraggio prevedeva l'entrata in funzione di tre ulteriori propulsori ad idrazina, ciascuno con 18 ugelli (in modo da minimizzare la contaminazione del terreno), regolabili per fornire una spinta compresa fra 276 N e 2667 N. La massa totale di propellente al lancio era pari ad 85 kg, contenuti in due serbatoi sferici di titanio montati sui due lati opposti del modulo, al di sotto dei paraventi dei generatori a radioisotopi. La fase di discesa è stata governata dallo stesso modulo grazie alla presenza a bordo di un inerziometro, di quattro giroscopi, di un aerodeceleratore, di un altimetro radar, di un radar preposto alla fase finale di discesa e all'atterraggio, e dei propulsori di controllo dell'assetto.
Le comunicazioni erano assicurate da una trasmittente da 20 W in banda S e da due amplificatori TWTA da 20 W. In prossimità di un estremo della base del lander era inoltre collocata un'antenna parabolica ad alto guadagno orientabile su due assi; infine, dalla stessa base si estendeva un'antenna omnidirezionale a basso guadagno in banda S. Entrambe le antenne consentivano le comunicazioni dirette fra il lander e la Terra. Un'ulteriore antenna UHF (a 381 MHz) consentiva le comunicazioni (a senso unico) con l'orbiter, attraverso una radiotrasmittente da 30 W. I dati erano archiviati su un registratore da 40 Mbit; il computer di bordo aveva una memoria di 6 000 word per archiviare le istruzioni di comando.

## Strumenti scientifici
La strumentazione scientifica del lander mirava essenzialmente a studiare la biologia, la composizione chimica (organica ed inorganica), la meteorologia, la sismologia, le proprietà magnetiche e fisiche e l'aspetto della superficie e dell'atmosfera marziana. Su uno dei lati maggiori della base erano montate due fotocamere di forma cilindrica orientabili a 360°; dal centro dello stesso lato si estendeva il braccio robotico finalizzato al prelevamento di campioni, dotato di un sensore di temperatura e di un magnete. Un'antenna meteorologica, dotata di sensori per rilevare la temperatura, la direzione dei venti e la loro velocità, fuoriusciva dalla parte superiore di una delle tre gambe del lander. Dal lato opposto rispetto alle fotocamere, in prossimità dell'antenna ad alto guadagno, si trovavano un sismometro, un magnete e dei bersagli di prova per le fotocamere stesse. Un compartimento interno del modulo, protetto dalle variazioni delle condizioni esterne, era sede degli esperimenti di biologia e dello spettrometro di massa del cromatografo a gas. All'interno della struttura si trovava inoltre uno spettrometro a fluorescenza a raggi X. Un sensore di pressione era collegato al lato inferiore del lander. La massa totale della strumentazione scientifica era approssimativamente pari a 91 kg.

## Svolgimento della missione
Dopo un viaggio interplanetario di 333 giorni, la sonda si è immessa con successo in orbita marziana il 7 agosto 1976; l'orbita è stata regolarizzata nei due giorni successivi, e le prime immagini sono arrivate a Terra entro il 9 agosto. In base alle immagini ricevute dall'orbiter e da quello della Viking 1, che stava orbitando attorno al pianeta rosso dal 19 giugno, il centro di controllo NASA ha scelto il luogo più opportuno per l'atterraggio del lander; la scelta è caduta su una pianura a circa 200 km a ovest del cratere Mie, denominata Utopia Planitia, a circa 6000 km di distanza dal sito di atterraggio del lander della Viking 1.

### Atterraggio
Il distacco dalla sonda è avvenuto il 3 settembre dello stesso anno alle 19:39:59 UT, in un momento in cui la sonda stava viaggiando ad una velocità di 4 km/s. Dopo poche ore, a 300 km di quota, il lander ha eseguito una modifica di rotta in modo da prepararsi all'entrata nell'atmosfera marziana. Ad un'altitudine di 6000 m e ad una velocità di caduta di 250 m/s, è stato dato il comando di apertura dei paracadute che in 45 secondi ha rallentato la velocità di caduta fino a 60 m/s. Dopo 7 secondi dall'apertura dei paracadute, l'aeroscudo è stato eiettato e dopo altri 8 sono stati dispiegati gli appoggi del lander. A 1500 m di altezza sono stati accessi i retrorazzi che hanno rallentato la discesa fino ad una velocità di 2,4 m/s finché, 40 secondi dopo, il lander ha toccato il suolo, alle 22:58:20 UT, con una riserva di 22 kg di carburante.

Il lander è atterrato poggiando un supporto su una roccia ed è quindi rimasto inclinato di 8,2 gradi. Le fotocamere hanno iniziato a riprendere il paesaggio circostante immediatamente dopo l'atterraggio, dando iniziò all'attività di esplorazione e analisi che sarebbe durata per 1 281 giorni marziani, fino all'11 aprile 1980, data di esaurimento delle batterie.
Di seguito un prospetto con i dati relativi all'atterraggio del lander nella pianura chiamata Utopia Planitia.

## Risultati

### Analisi del suolo del sito di atterraggio
Il terreno presente nel luogo di atterraggio del lander ricordava quelli risultanti dall'azione degli agenti atmosferici sulle lave basaltiche. L'analisi dei campioni raccolti ha mostrato un suolo contenente abbondanti quantità di ferro e silicio, assieme a percentuali significative di magnesio, alluminio, zolfo, calcio, potassio e titanio e a tracce di stronzio e ittrio.
Nel terreno sono stati poi riscontrati composti di zolfo e cloro simili a quelli che rimangono dopo l'evaporazione di acqua di mare, con lo zolfo, in particolare, concentrato nei livelli più superficiali del suolo.
Così come avrebbero fatto quasi trent'anni dopo i due rover Spirit e Opportunity, il lander della Viking 2 ha riscontrato che lo zolfo aveva creato solfati di sodio, magnesio, calcio e ferro. Secondo modelli mineralogici sviluppati sulla base dei risultati delle analisi chimiche del terreno, il suolo dovrebbe essere composto per l'80% di argilla ferrosa, per il 10% di solfati di magnesio (forse kieserite), per il 5% da carbonati (calcite) e per il 5% da ossidi di ferro (ematite, magnetite, goethite). Molti di questi minerali sono tipici prodotti dell'azione di agenti atmosferici su rocce ignee mafiche.
Sebbene le modalità con cui sono stati raccolti i campioni impedisca l'esatta misura del contenuto di acqua, i campioni scaldati con un gascromatografo accoppiato a uno spettrometro di massa hanno mostrato che tale contenuto era di circa l'1%.
Ricerche effettuate con i magneti posti a bordo del lander hanno rivelato un quantitativo che va dal 3 al 7% in peso di materiali magnetici nel suolo. Tali composti chimici potrebbero essere magnetite e maghemite, che potrebbero derivare dall'effetto di agenti atmosferici su rocce basaltiche. Esperimenti seguenti effettuati dal rover Spirit nel 2004 hanno poi chiarito che la natura magnetica della polvere e del terreno marziano è da imputare alla presenza di magnetite.

### Ricerca di tracce di vita

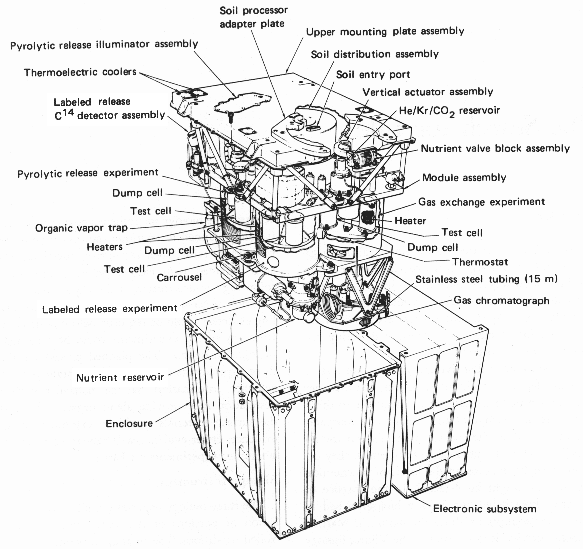
Uno schema del sistema del lander delle Viking per gli esperimenti volti alla ricerca di tracce di vita.

Il lander della sonda Viking 2, così come quello della Viking 1, ha anche svolto esperimenti il cui scopo era cercare tracce di vita sul pianeta rosso. Il sistema per lo svolgimento degli esperimenti aveva un peso di 15,5 kg e consisteva di tre sottosistemi: l'esperimento di rilascio pirolitico di gas (Pyrolytic Release, PR), progettato per verificare se esistessero microrganismi in grado di assorbire l'anidride carbonica dell'atmosfera, l'esperimento di emissione marcata (Labeled Release, LR), volto a verificare la produzione di anidride carbonica radioattiva da parte di eventuali forme di vita presenti in un campione di suolo veniva irrorato con una soluzione nutritiva marcata con 14C, e l'esperimento di scambio gassoso (Gas Exchange experiment, GEX), che tendeva a verificare variazioni dei gas presenti in una camera di test in cui veniva incubato un centimetro cubo di suolo marziano a temperature tra 8 e 10 °C.

In aggiunta a questi, il lander era dotato di un gascromatografo accoppiato a uno spettrometro di massa (GCMS) che poteva misurare la composizione a la quantità di composti organici nel suolo marziano.
I risultati sono stati tanto sorprendenti quanto interessanti: il GCMS ha infatti dato esito negativo, il PR ha dato una risposta positiva, il GEX ha dato esito negativo e l'esperimento LR ha dato risultato positivo. In relazione a ciò, Patricia Straat, membro del team responsabile dell'esperimento LR, ha affermato: "Il nostro esperimento ha dato esito positivo circa la ricerca di tracce di forme di vita, ma un sacco di persone hanno sostenuto che si tratti di un falso positivo per tutta una serie di ragioni. Una delle quali è il fatto che non sia stata trovata acqua."
Sebbene alcuni scienziati siano ancora oggi del parere che i risultati dell'esperimento di rilascio pirolitici fossero dovute a reazioni svolte da forme di vita, la maggior parte della comunità scientifica è oggi d'accordo nel ritenere che, sebbene i risultati dell'esperimento PR non siano negativi, essi mostrino comunque una dubbia interpretazione in termini di vita marziana e si ritiene quindi che essi siano stati il frutto di reazioni chimiche inorganiche avvenute nel campione di suolo. Tale giustificazione potrebbe però vacillare in seguito al ritrovamento di ghiaccio quasi superficiale (per la precisione, circa 25 cm sotto la superficie) vicino al sito di atterraggio del lander della Viking 2 effettuato da parte del Mars Reconnaissance Orbiter (MRO) nel 2009.
Circa i risultati dell'esperimento LR, il rilascio di anidride carbonica è avvenuto con modalità del tutto inaspettate, come se i presunti batteri non potessero svolgere un processo di respirazione maggiore di quello prodotto o non potessero riprodursi. Tenendo conto del fatto che Marte, al contrario della Terra, ha uno strato di ozono sottilissimo e che quindi i raggi ultravioletti provenienti dal Sole di fatto sterilizzano la superficie e portano allo sviluppo nel suolo di composti altamente reattivi, come i perossidi, in grado di ossidare ogni composto organico, si ritiene oggi che l'anidride carbonica rilasciata nella camera di incubazione derivasse da un'ossidazione delle sostanze organiche presenti nei nutrienti.

### Galleria d'immagini
Le immagini sottostanti, alcune delle quali sono mosaici di immagini più piccole, mostrano alcune delle migliori fotografie ad alta risoluzione inviateci dal lander della Viking 2.

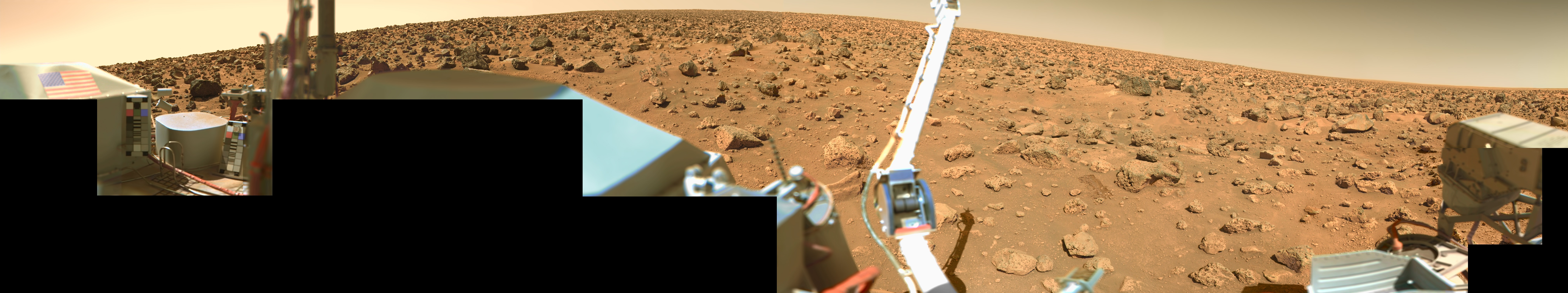
Foto panoramica del suolo della piana chiamata Utopia Planitia ripresa dal lander della Viking 2.

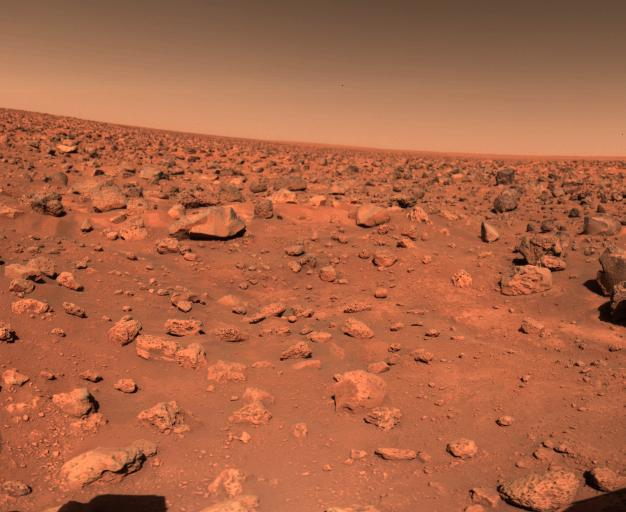
La prima immagine a colori inviata sulla Terra dal lander della Viking 2, il 5 settembre 1976 al 2° sol.
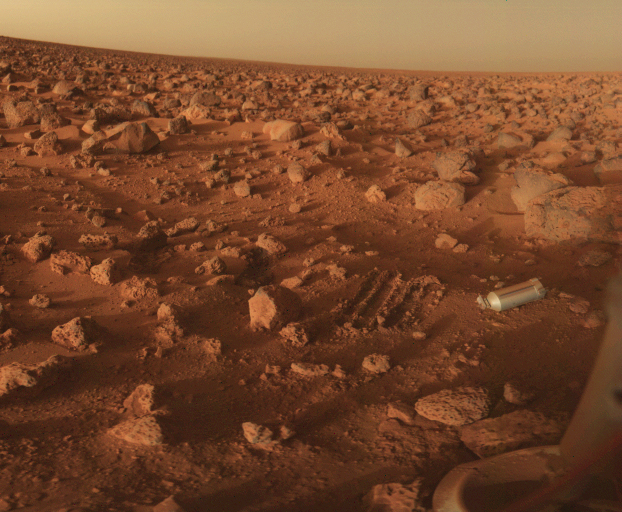
Un'immagine del suolo marziano inviata sulla Terra nel suo 552º sol di permanenza su Marte.
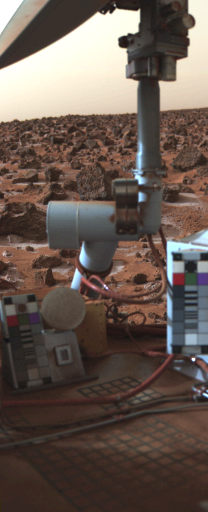
L'immagine mostra della brina sul suolo marziano.
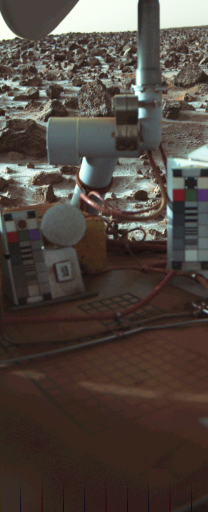
Brina su Marte fotografata dal lander nel suo 955º sol sul pianeta rosso.
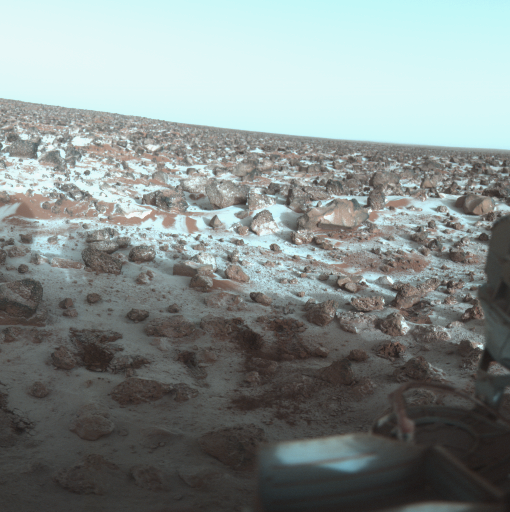
Brina in falsi colori nei dintorni del sito di atterraggio del lander,
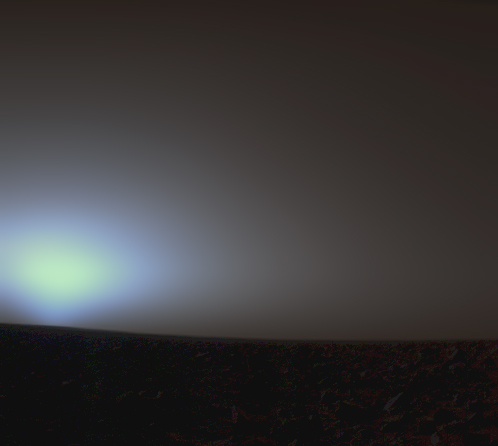
L'alba del 34º sol di permanenza su Marte del lander.
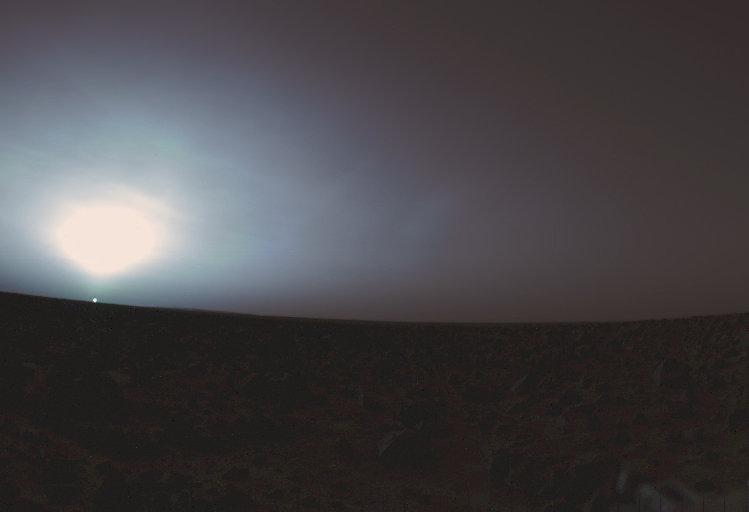
L'alba del 631º sol di permanenza su Marte del lander.